# Ramzi Yousef
Ramzi Ahmed Yousef eller Ramzi Mohammed Yousef (också transkriberat Ramzi Yusuf, Ramzi Youssef; arabiska: رمزي يوسف), med födelsenamnet Abdul Basit Mahmoud Abdul Karim (arabiska: عبد الباسط كريم), även känd under ett dussin alias, född 20 maj 1967 (eller 27 april 1968) i Kuwait, är en islamistisk terrorist av pakistansk härkomst. Yousef var inblandad i bombningen av World Trade Center 1993 som dödade sex personer och skadade över tusen. Den 7 november 1995 greps Yousef i Islamabad efter ett samarbete mellan ISI och amerikanska agenter. Han avtjänar sedan november 1997 ett livstidsstraff i ett högsäkerhetsfängelse i Colorado, USA. Yousefs farbror är Khalid Sheikh Mohammed, en känd islamistisk terrorist och nyckelperson i Usama bin Ladins al-Qaida, som också sitter fängslad i USA.
Enligt intervjuer med personal på fängelset vägrade Yousef lämna sin cell när han först kom till anstalten. Han bad nästan varje timme. Numera lämnar Yousef sin cell, har börjat äta fläskkött och påstår sig ha konverterat till kristendomen.
Yousef talar sju språk, bland dem engelska, arabiska, pashto, persiska och turkiska.